# Pedro Tedde de Lorca
Pedro Tedde de Lorca   (Màlaga, 5 d'abril de 1944 - Madrid, 8 de febrer de 2020) fou un historiador i economista espanyol, acadèmic de la Reial Acadèmia de la Història.

## Biografia
El 1974 es va doctorar en Ciències Econòmiques a la Universitat Complutense de Madrid amb excel·lent "cum laude" amb la tesi La banca privada y las transformaciones en la economía española durante la Restauración (1874-1914), dirigida pel Gonzalo Anes Álvarez de Castrillón.
Va ser professor (primer adjunt i després agregat) d'història econòmica a la Universitat Complutense de Madrid de 1971 a 1982. De 1982 a 1993 fou catedràtic d'història econòmica de la Universitat de Màlaga, i de 1993 fins a la seva jubilació en 2014 catedràtic a la Universitat San Pablo CEU, de Madrid, en la qual n'era catedràtic emèrit.
Va fer tasques de recerca al Servei d'Estudis del Banc d'Espanya sobre qüestions d'història financera i monetària d'aquesta institució des del seu naixement fins que va rebre el monopoli d'emetre bitllets. També va investigar la política econòmica d'Espanya durant els regnats de Carles III i Carles IV (1760-1808), així com la banca i els ferrocarrils en l'economia andalusa contemporània. En 2017 fou designat acadèmic de número de la Reial Acadèmia de la Història.

## Obres
- El Banco de España y el Estado liberal (1847-1874) Madrid : Gadir, D.L. 2015. ISBN 978-84-943632-7-6
- El Banco de San Fernando (1829-1856) Madrid :Banco de España : Alianza Editorial, 1999. ISBN 84-206-4499-4
- Memorias (1808-1856) de Ramón Santillán Banco de España, 1996. ISBN 84-309-2844-8
- Málaga y los Larios: capitalismo industrial y atraso económico (1875-1914) amb José Antonio Parejo Barranco, Málaga : Arguval, D.L. 1990. ISBN 84-86167-48-5
- El Banco de San Carlos (1782-1829) Alianza Editorial, 1988. ISBN 84-206-9589-0
- Sonetos andaluces Málaga : Diputación Provincial. Área de Cultura, 1986. ISBN 84-505-3524-7
- Primera playa [Cádiz] : Excma. Diputación Provincial de Cádiz, 1984. ISBN 84-500-9825-4
- Historia económica y pensamiento social : estudios en homenaje a Diego Mateo del Peral Gonzalo Anes y Álvarez de Castrillón (ed. lit.), Luis Angel Rojo Duque (ed. lit.), Pedro Tedde de Lorca (ed. lit.) Alianza Editorial, 1983. ISBN 84-206-8059-1
- La economía española al final del Antiguo Régimen. II. Manufacturas Alianza Editorial, 1982. ISBN 978-84-206-8048-4
- Madrid y el capital financiero en el siglo XIX Ayuntamiento de Madrid, 1981. ISBN 84-500-5088-X